# Agnes Simon
Pour les articles homonymes, voir Simon (patronyme).
Agnes Simon, née le 21 juin 1935 sous le nom Ágnes Almási à Budapest, morte le 19 août 2020, est une pongiste internationale hongroise, ayant participé à des compétitions internationales pour les Pays-Bas puis pour l'Allemagne de l'ouest, après y avoir demandé l'asile politique.

## Biographie
Après la révolution hongroise de 1956, elle émigre vers la Suède pour obtenir l'asile politique avec son mari et coach Béla Simon,. Ils ont été acceptés aux Pays-Bas en 1959–1960 puis en Allemagne à partir de 1962.
Elle meurt en 2020 après une courte maladie à l'âge de 85 ans. Elle a été inscrite dans le Hall of Fame européen en 2016.

## Carrière sportive
Entre 1953 et 1976 elle a remporté de nombreuses médailles en simple, en double et par équipes lors des championnats d'Europe et des championnats du monde. Elle est notamment championne d'Europe en simple et par équipes en 1962.

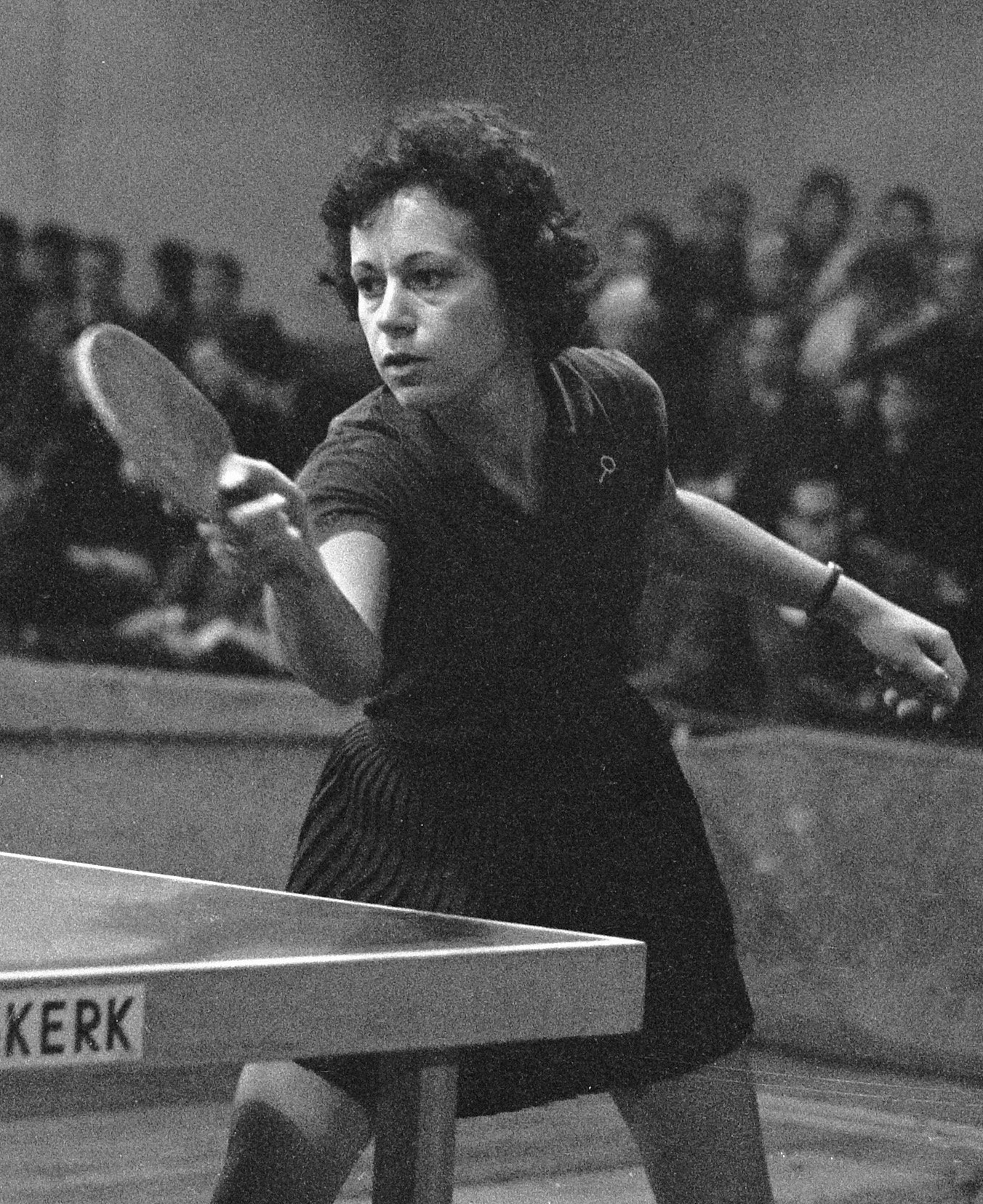
Agnes Simon en 1961.